# ℃maj9
《℃maj9》是日本的女子偶像組合℃-ute的第8枚原創專輯。於2015年12月23日發行。唱片公司為zetima。

## 概要
- 與上一張原創專輯《⑧ Queen of J-POP》相距約2年3個月。
- 收錄第23張單曲《獨自在城市裡生活 / 愛情是更嶄新的》至第27張單曲《The Middle Management ～女性中層管理者～ / 執着人生 / 下個角落轉彎》，一共11首A面曲；而第28張單曲《謝謝 ～無限的吶喊～ / 引起暴風雨的Exciting Fight!》則未有收錄在內。
- 以往℃-ute的原創專輯中所有收錄曲均由淳君負責制作，從此作起，除了己發行的單曲，其他專輯收錄曲均由不同音樂人製作。
- 新曲《Iron Heart》為此專輯的主打曲目，由湘南乃風的SHOCK EYE制作。
- 新曲《情熱Ecstasy》是朝日電視台節目「musicるtv」環節『ミリオン連発音楽作家塾 -℃-ute編-』其中一首候選作品。
- 本作分「初回限定盤A」、「初回限定盤B」和「CD盤」3種版本
- 「初回限定盤A」收錄了LIVE片段「ナルチカ2015 ℃-ute 5/29 @ 惠比壽LIQUIDROOM」；「初回限定盤B」收錄了新曲《Iron Heart》、《謝謝 ～無限的吶喊～》和《引起暴風雨的Exciting Fight!》的PV。
- 在2016年1月4日於公信榜專輯週排行榜取得第8位。

## 收錄內容

### CD（初回限定盤・CD盤）
1. ℃maj9
（作曲、編曲：中島卓偉）
2. Iron Heart（アイアンハート）
（作詞：SHOCK EYE、作曲：SHOCK EYE・草野将史、編曲：草野将史）
8th原創專輯《℃maj9》主打曲目
3. 男和女和Forever（男と女とForever）
（作詞：三浦徳子、作曲：星部ショウ、編曲：鈴木俊介）
4. 情熱Ecstasy（情熱エクスタシー）
（作詞・作曲・編曲：中村佳紀）
5. Digitalic→0 (LOVE)（デジタリック→0 (LOVE)）
（作詞：角田崇徳、作曲・編曲：Jean Luc Ponpon）
6. 羨慕會做（羨んじゃう）
（作詞：児玉雨子、作曲・編曲：YASUSHI WATANABE）
7. 夜風的Message（夜風のMessage）
（作詞・作曲：近藤薫、編曲：近藤薫・HASSE）
8. 獨自在城市裡生活（都会の一人暮らし）
（作詞・作曲：淳君、編曲：鈴木俊介）
23rd單曲
9. 愛情是更嶄新的（愛ってもっと斬新）
（作詞・作曲：淳君、編曲：平田祥一郎）
23rd單曲
10. 以心中的吶喊而寫的一首歌（心の叫びを歌にしてみた）
（作詞・作曲：淳君、編曲：板垣祐介）
24th單曲
11. Love take it all
（作詞・作曲：淳君、編曲：宅見將典）
24th單曲、BS-TBS《滿足・心情的挑戰! 閃耀的未來 BS-TBS》宣傳歌曲、節目《℃-ute的挑戰TV》片尾曲
12. The Power
（作詞・作曲：淳君、編曲：KOH）
25th單曲
13. 悲傷的天堂 (Single Version)（悲しきヘブン (Single Version)）
（作詞・作曲：淳君、編曲：板垣祐介）
25th單曲
14. I miss you
（作詞・作曲：淳君、編曲：楊慶豪）
26th單曲
15. THE FUTURE
（作詞・作曲：淳君、編曲：平田祥一郎）
26th單曲
16. The Middle Management ～女性中層管理者～
（作詞：淳君 作曲・編曲：DANIEL MERLOT / AURELIEN POUDAT / HYON D / TAKANORI TSUNODA / STEFAN BROADLEY）
27th單曲
17. 下個角落轉彎（次の角を曲がれ）
（作詞・作曲：中島卓偉、編曲：鈴木Daichi秀行、ストリングスアレンジ：クラッシャー木村）
27th單曲
18. 執着人生（我武者LIFE）
（作詞：SHOCK EYE、作曲：KOUGA supported by SHOCK EYE、編曲：soundbreakers）
27th單曲
19. ℃maj9（reprise）
（作曲・編曲：中島卓偉）
20. 謝謝 ～無限的吶喊～（tofubeats remix）（ありがとう〜無限のエール〜（tofubeats remix））
（作詞：NOBE、作曲：KOJI oba、編曲：tofubeats）
Bonus Track、CD盤追加收錄

### DVD（初回限定盤A）
ナルチカ2015 ℃-ute 5/29 @ 惠比壽LIQUIDROOM
1. OPENING
2. 很酷的歌曲
3. Love take it all
4. MC
5. The Middle Management ～女性中層管理者～
6. THE FUTURE
7. The Power
8. MC
9. Campus Life ～生於世上真好～
10. 櫻花乍現
11. 不想分離…
12. MC
13. 下個角落轉彎
14. Please, love me more!
15. 淚的顏色
16. Midnight Temptation
17. 愛情是更嶄新的
18. 都會女孩　純情
19. Kiss me 我愛你
20. 爆音Dance!
21. MC
22. 我們的光輝
23. 超WONDERFUL!
24. MC
25. SHINES

### DVD（初回限定盤B）
1. Iron Heart（Music Video）
2. 謝謝 ～無限的吶喊～（Music Video -℃-ute Ver.-）
3. 引起暴風雨的Exciting Fight!（Music Video -℃-ute Ver.-）

## 外部連結
- ℃-ute官方網站 （页面存档备份，存于）（日語）